# 奧利瓦爾
34°13′59″S 70°52′59″W / 34.233°S 70.883°W

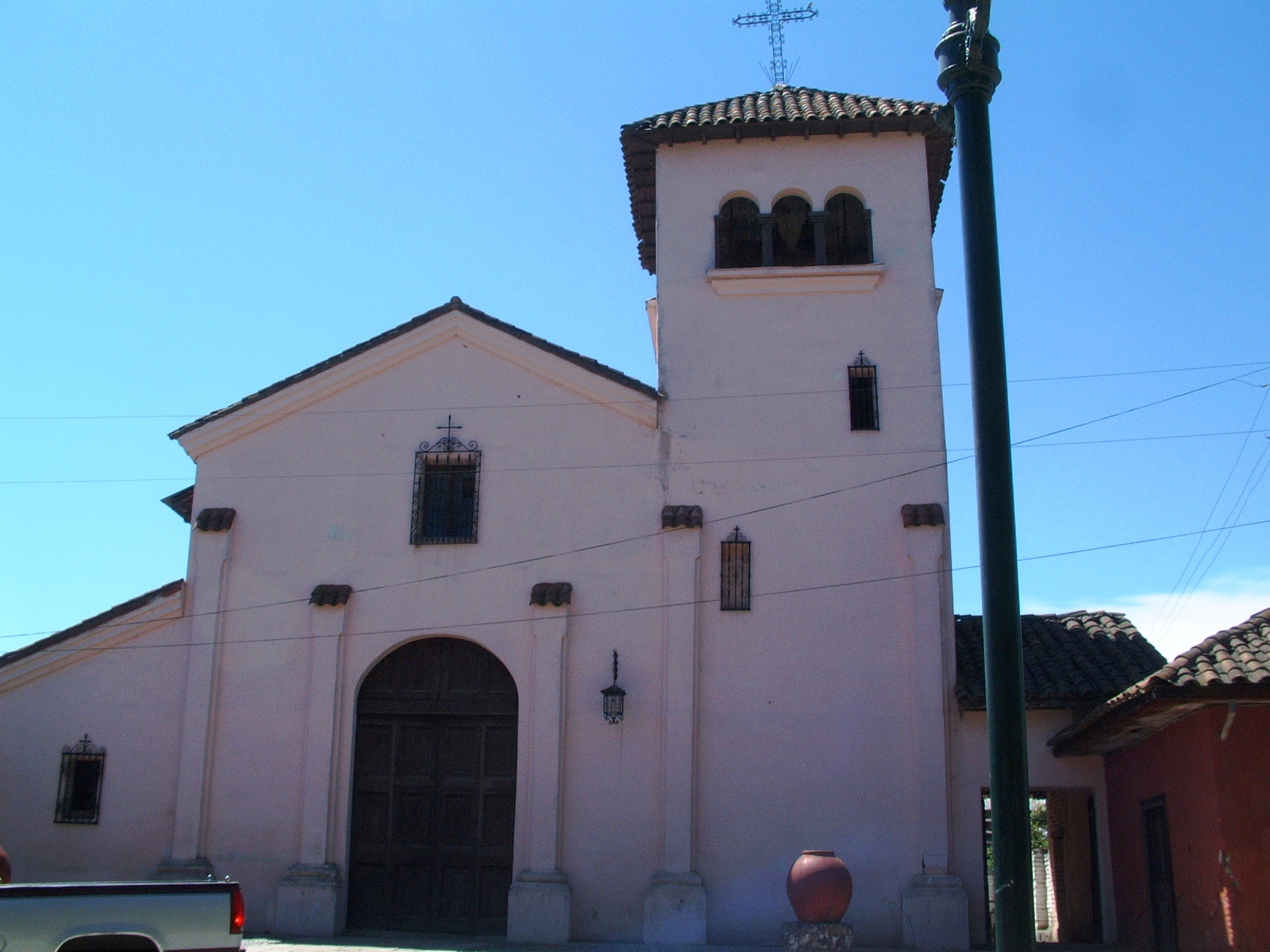

奧利瓦爾（西班牙語：Olivar），是智利的城鎮，位於該國中部奧伊金斯將軍解放者大區的卡查波阿爾省，始建於1846年2月14日，面積44.6平方公里，海拔高度389米，2012年人口13,033人，人口密度每平方公里290人。